# Anisothecium cyrtodontum
Anisothecium cyrtodontum är en bladmossart som beskrevs av Brotherus 1924. Anisothecium cyrtodontum ingår i släktet Anisothecium och familjen Dicranaceae. Inga underarter finns listade i Catalogue of Life.